# Baoji
Baoji (kinesisk skrift: 宝鸡; pinyin: Bǎojī, eller Paoki eller Pao-chi) er en kinesisk by på præfekturniveau i provinsen Shaanxi i det nordlige Kina.
Præfekturet ligger på Guanzhongsletten i den vestlige del af provinsen og grænser til naboprovinsen Gansu, ved Longhai-jernbanen, og har siden åbningen af jernbaneforbindelsen til Chengdu i naboprovinsen Sichuan i 1957 været et vigtigt jernbaneknudepunkt for det nordvestlige Kina.
Præfekturet har et areal på 18.143km², og en befolkning på 3.700.000 mennesker (2007)
Baoji er en hurtigt voksende industriby med tekstil-, maskin- og kemisk industri.

## Historie
En række arkæologiske fundsteder fra Longshankulturen ligger nord for floden Wei He nær Silkevejen.
Baoji blev grundlagt tidligt under Tangdynastiet.
I Baoji ligger Famen Si-templet som er hvilested for et af Buddhas fingerben. Området Baoji var også hjemsted for legendeskikkelsen Yandi, en af Han-Kinas forfædre. Hans grav er i den sydlige del af byen og hans tempel i nord. Ca. 20 km udenfor Baoji ligger Zhuge Liangs mindetempel som stammer fra De tre rigers tid. Tai Bai Shan har en del rester af veje bygget under De tre rigers tid; de er nu ufremkommelige. Dette var veje som blev til ved at man byggede træbroer af planker som blev fæstet i bjergvæggen. Syd for Baoji findes begyndelsen på en sådan plankevej gennem Qinlingbjergene.

## Administrative enheder
Baoji består af tre bydistrikter og ni amter:
- Bydistriktet Weibin – 渭滨区 Wèibīn Qū ;
- Bydistriktet Jintai – 金台区 Jīntái Qū ;
- Bydistriktet Chencang – 陈仓区 Chéncāng Qū ;
- Amtet Fengxiang – 凤翔县 Fèngxiáng Xiàn ;
- Amtet Qishan – 岐山县 Qíshān Xiàn ;
- Amtet Fufeng – 扶风县 Fúfēng Xiàn ;
- Amtet Mei – 眉县 Méi Xiàn ;
- Amtet Long – 陇县 Lǒng Xiàn ;
- Amtet Qianyang – 千阳县 Qiānyáng Xiàn ;
- Amtet Linyou – 麟游县 Línyóu Xiàn ;
- Amtet Feng – 凤县 Fèng Xiàn ;
- Amtet Taibai – 太白县 Tàibái Xiàn.

## Trafik

### Jernbane
I Baoji standser togene på Longhaibanen, Kinas vigtigste jernbanelinje i øst-vestlig-retning, som løber fra Lianyungang til Lanzhou via blandt andet Xuzhou, Kaifeng, Zhengzhou, Luoyang og Xi'an.
Baoji-Chengdu-jernbanen løber fra Baoji til Chengdu i Sichuan.

### Vej
Kinas rigsvej 310 går gennem området. Den begynder i Lianyungang i Jiangsu, går mod vest og ender i Tianshui i provinsen Gansu. Den passerer større byer som Xuzhou, Shangqiu, Kaifeng, Zhengzhou, Luoyang og Xi'an.